# Nordkap, Trollhättan
Nordkap är en träbyggnad vid Strandgatan vid Göta älv i Trollhättan, som uppfördes omkring 1750 och anses vara Trollhättans äldsta bevarade hus.
Huset uppfördes av Gilius Hillerström för att brukas som gästgivargård. Det var då ett stort hus i ett samhälle som dominerades av mindre stugor för arbetarna vid de kvarnar och sågar, som låg vid Trollhättefallen.
Efter 1795 blev byggnaden privatbostad, sedan gästgiveriet upphört. År 1870 inreddes vindsvåningen, en frontespis tillbyggdes och fasaderna byggdes om i schweizerstil med profilerade taktassar med konsoler, figursågad list vid takutsprången samt ett brett gördelband med blinderingar.
Byggnaden kallades från slutet av 1800-talet Nordkap, troligen på grund av läget på bergklack mot Göta älv.